# Austin Theory
Austin White (ur. 2 sierpnia 1997) – amerykański wrestler. Obecnie występuje w WWE, w brandzie Raw.

## Kariera

### WWE
Przed podpisaniem kontraktu z federacją brał udział w próbie WWE w lutym 2018 roku. 8 kwietnia, podczas czwartego dnia WrestleManii Axxess, Theory obronił tytuł WWN Championship pokonując Marcela Barthela.

#### Debiuty w NXT i na Raw (2018–2020)
15 sierpnia 2019 roku ogłoszono, że podpisał kontrakt z WWE i zacznie zgłaszać się do WWE Performance Center. 25 grudnia na odcinku NXT Theory zadebiutował w ringu, przyjmując otwarte wyzwanie przeciwko Roderickowi Strongowi o NXT North American Championship, ale nie udało mu się zdobyć tytułu. 8 stycznia 2020 na odcinku NXT Theory odniósł swoje pierwsze zwycięstwo, pokonując Joaquina Wilde’a.
Theory pojawił się 30 marca na odcinku Raw jako wspólnik Zeliny Vegi, utwierdzając się w roli heela. Theory połączył siły z Angelem Garzą i Sethem Rollinsem, gdzie zostali pokonani przez Kevina Owensa i mistrzów Raw Tag Team The Street Profits (Angelo Dawkins i Montez Ford). Na WrestleManii 36 Theory połączył siły z Garzą, aby bezskutecznie rzucić wyzwanie The Street Profits o Raw Tag Team Championship. Następnej nocy na Raw Theory i Garza ponownie zostali pokonani przez The Street Profits w rewanżu o tytuły. Po pokonaniu Akiry Tozawy 13 kwietnia na Raw, inni wspólnicy Vegi, Garza i Andrade, dołączyli do niego w pokonaniu Tozawy, gdy wszyscy trzej pozowali razem, potwierdzając swój status jako frakcji. Jednak 18 maja na Raw został zaatakowany przez Andrade i Garzę po tym, jak przypadkowo kosztował ich tag team match przeciwko Apollo Crewsowi i Kevinowi Owensowi, wyrzucając go tym samym z frakcji. Później tej samej nocy asystował Sethowi Rollinsowi i Murphy’emu w ataku na Aleistera Blacka, formalnie dołączając do grupy Rollinsa jako uczeń. Jednak po odcinku Raw 22 czerwca przestał występować z Rollinsem i Murphym.

#### The Way (2020–2021)
26 sierpnia w odcinku NXT Theory powrócił do telewizji, przerywając Bronsonowi Reedowi, przenosząc się z powrotem do brandu NXT. Następnie powrócił na ring 8 września na NXT, przegrywając z Reedem. Następnie Theory spędzał większość czasu w NXT jako talent wzmacniający, często przegrywając swoje walki z takimi wrestlerami jak Kushida, Dexter Lumis i inni. Theory ujawnił się jako najnowszy członek rodziny Gargano podczas NXT TakeOver: War Games, pomagając Johnny’emu Gargano wygrać NXT North American Championship po raz trzeci. Następnie pojawił się w odcinku 9 grudnia, aby ujawnić, że był częścią nikczemnej frakcji zwanej The Way z Gargano, jego prawdziwej żony Candice LeRae i Indi Hartwell. W następnym tygodniu Theory połączył siły z Gargano, aby pokonać Kushidę i Leona Ruffa. 30 grudnia Theory zdobył nagrodę 2020 NXT Year-End Award w kategorii Future Star of NXT.
W styczniu 2021 Theory i Gargano wzięli udział w turnieju Dusty Rhodes Tag Team Classic 2021, ale zostali wyeliminowani w pierwszej rundzie przez Kushidę i Leona Ruffa 20 stycznia na odcinku NXT. Przez następne kilka miesięcy Theory miał przede wszystkim pomóc Gargano w utrzymaniu North American Championship przeciwko licznym przeciwnikom. Po przegranej z Kyle’em O’Reillym 20 lipca w odcinku NXT, Theory wziął nieobecność w telewizji NXT. Na premierze NXT 2.0 Theory powrócił, by wziąć udział w ślubie Indi Hartwell i Dextera Lumisa.

#### Storyline z Mr. McMahonem (2021–2022)
W ramach Draftu 2021 w październiku Theory został przeniesiony do brandu Raw. 4 października na Raw Theory powrócił do brandu jako heel atakując Jeffa Hardy’ego po jego przegranej z Damianem Priestem. W następnym tygodniu na Raw Theory pokona Hardy’ego i ponownie w następnym tygodniu. 25 października na Raw Theory wdał się w krótki feud z The Mysterios i pokonał tamtej nocy Dominika Mysterio. W następnym tygodniu, 1 listopada, na odcinku Raw, Theory pokonał Reya Mysterio przez dyskwalifikację, po tym, jak syn Reya Dominik wtrącił się i zaciekle uderzył go w twarz. 15 listopada na odcinku Raw, po kontuzji Reya Mysterio przez Bobby’ego Lashleya, Theory został ogłoszony jako jego zastępca w męskiej drużynie Raw na Survivor Series. Podczas gali Theory wyeliminował Sheamusa, zanim zostałby wyeliminowany przez Jeffa Hardy’ego.
Następnej nocy na Raw ujawniono, że Theory odebrał Mr. McMahonowi jajko kleopatry, co doprowadziło do nagrody Theory’ego, czy walka o mistrzostwo WWE przeciwko Big E w walce wieczoru tej nocy za „pokazanie hartu ducha”, który przegrał. W ciągu następnych tygodni Theory będzie udzielał porad zawodowych od McMahona. 17 stycznia 2022 na odcinku Raw, po pokonaniu Finna Bálora, McMahon nagrodził Theory miejsce w Royal Rumble matchu. 29 stycznia na Royal Rumble Theory wszedł do walki jako trzeci uczestnik, spędzając 22 minuty w ringu, zanim został wyeliminowany przez AJ Stylesa. 31 stycznia na odcinku Raw Theory pokonał Kevina Owensa w Elimination Chamber qualifying matchu. Na Elimination Chamber, Theory’emu nie udało się zdobyć WWE Championship po tym, jak został wyeliminowany jako ostatni przez Brocka Lesnara w walce, w którym brali również udział Seth Rollins, AJ Styles, Riddle i broniący tytułu Bobby Lashley. Pod koniec walki Elimination Chamber Lesnar i Theory wywołali szum, gdy Lesnar wykonał swój końcowy ruch, F-5, rzucając Theory’ego ze szczytu jednej z kapsuł komory na podłogę.
28 lutego 2022 na odcinku Raw Theory próbował przekupić McMahona, aby towarzyszył mu podczas wywiadu z Patem McAfeem, jednak pomysł ten został odrzucony przez McMahona. W tym samym tygodniu na Smackdown pojawił się Theory, mimo że był w innym brandzie, i skonfrontował się z McAfeem, ogłaszając, że będzie przeciwnikiem McAfeego na WrestleManii. Walka Theory’ego zakończyła się przegraną samego Austina, ale pomógł McMahonowi pokonać McAfeego w kolejnej walce, która nastąpiła zaraz po jego walce.

#### U.S. Champion i Mr. Money in the Bank (od 2022)
Następnej nocy na Raw Theory połączył siły z The Usos, aby pokonać RK-Bro i Finna Bálora, przypinając go, zyskując szansę na walkę o tytuł Balora. W następnym tygodniu w odcinku za kulisami Theory ogłosił, że on i Mr. McMahon zdecydowali, że nazwa Austin już mu nie odpowiada, porzucając imię i zmieniając jego ring name na Theory. 18 kwietnia na odcinku Raw Theory pokonał Bálora i po raz pierwszy w karierze został mistrzem Stanów Zjednoczonych; dzięki tej wygranej został najmłodszym mistrzem Stanów Zjednoczonych w historii WWE. 9 maja na Raw Theory przegrał z Codym Rhodesem przez dyskwalifikację po interwencji Setha Rollinsa, ale utrzymał tytuł. Na Hell in a Cell Theory utrzymał tytuł w walce z Mustafą Alim. Na Money in the Bank Theory stracił mistrzostwo Stanów Zjednoczonych na rzecz Bobby’ego Lashleya poprzez submission, co zakończyło jego panowanie po 75 dniach. Później tej nocy został dodany i wygrał męski Money in the Bank ladder match. Wygrana Theory’ego Money In The Bank ladder matchu czyni go najmłodszą supergwiazdą, która wygrała kontrakt Money In The Bank w historii WWE, a także jest pierwszym zwycięzcą Money In The Bank ladder matchu, który stracił mistrzostwo i wygrał kontrakt tej samej nocy. Na SummerSlam 30 lipca, Theory’emu nie udało się odzyskać mistrzostwa Stanów Zjednoczonych w rewanżu z Lashleyem. Później tej nocy, próbował wykorzystać swój kontrakt Money in the Bank podczas Undisputed WWE Universal Championship Last Man Standing matchu pomiędzy Brockiem Lesnarem i Romanem Reignsem, ale został na nim wykonany F-5 przez Lesnara, zanim mógł oficjalnie wykorzystać kontrakt. Na Clash at the Castle 3 września na pre-show, gdy jego imię ringowe powróciło do Austin Theory, on i Alpha Academy (Otis i Chad Gable) przegrali z The Street Profits (Montez Ford i Angelo Dawkins) i Madcap Mossem. Później tej nocy, ponownie próbował wykorzystać swój kontrakt Money in the Bank podczas walki wieczoru, ale został znokautowany przez Tysona Fury’ego, zanim oficjalnie to zrobił. 7 listopada na Raw, Theory wykorzystał swój kontrakt Money in the Bank na walkę z Sethem "Freakin" Rollinsem o mistrzostwo Stanów Zjednoczonych, ale przegrał z powodu interwencji Bobby’ego Lashleya.